# Acquacalda (Lipari)
Acquacalda è una frazione del comune di Lipari, distante circa 10,5 chilometri dal centro comunale. È una zona molto simile a Canneto, essendo anch'essa a forte orientamento balneare ed esposta a mareggiate, anche se non molto frequenti. Acquacalda si trova nella zona più settentrionale dell'isola di Lipari e dista circa 3 miglia nautiche dall'isola di Salina.
Acquacalda, il cui nome deriva probabilmente dalla antica presenza di sorgenti termali oggi scomparse, si trova a ridosso del cono vulcanico del monte Chirica, la cui ultima eruzione è databile a circa 1600 anni fa e fu caratterizzata da tre grandi emissioni di ossidiana e pomice. I tre grandi sistemi di colata sono tuttora identificabili a Porticello ed Acquacalda per la pomice ed a Punta Castagna per l'ossidiana.
La storia di Acquacalda è indissolubilmente legata allo sfruttamento della pietra pomice, di cui si ha traccia già agli inizi del XVII secolo. Lo sfruttamento industriale della pomice inizia invece attorno alla fine del XIX secolo e con esso lo sviluppo urbanistico del villaggio.
Gli ultimi anni del XX secolo invece vedono un progressivo declino dell'attività estrattiva, che è cessata completamente ad Acquacalda nel 2000 (mentre proseguì ancora fino al 2007 nella vicina frazione di Porticello). Ciò avvenne anche in conseguenza all'iscrizione dell'arcipelago eoliano nella lista dei beni Patrimonio dell'Umanità dell'UNESCO per l'unicità geologica e particolarmente vulcanologica dei luoghi.